# Diocesi di Kiev-Žytomyr

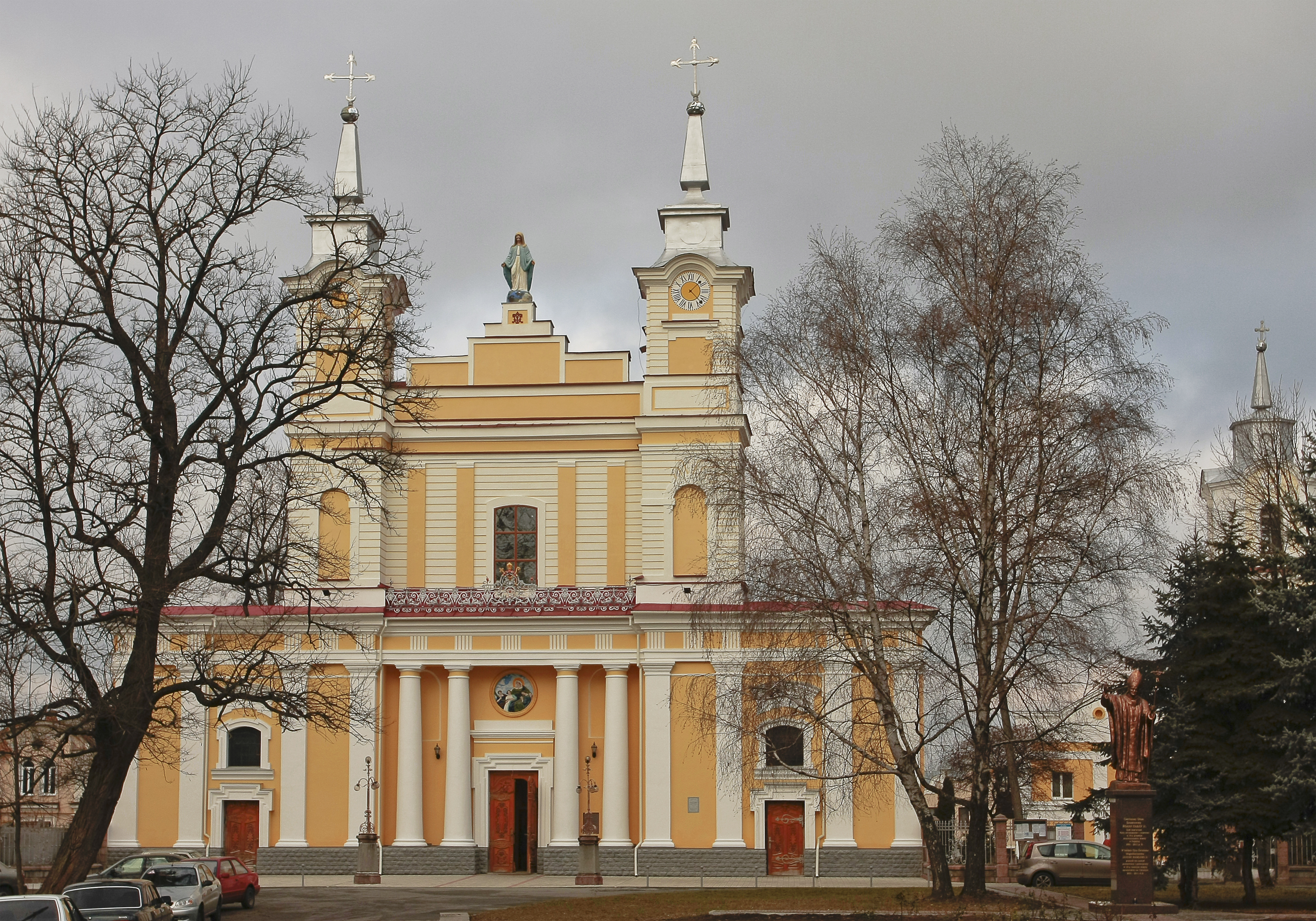
La concattedrale di Santa Sofia a Žytomyr

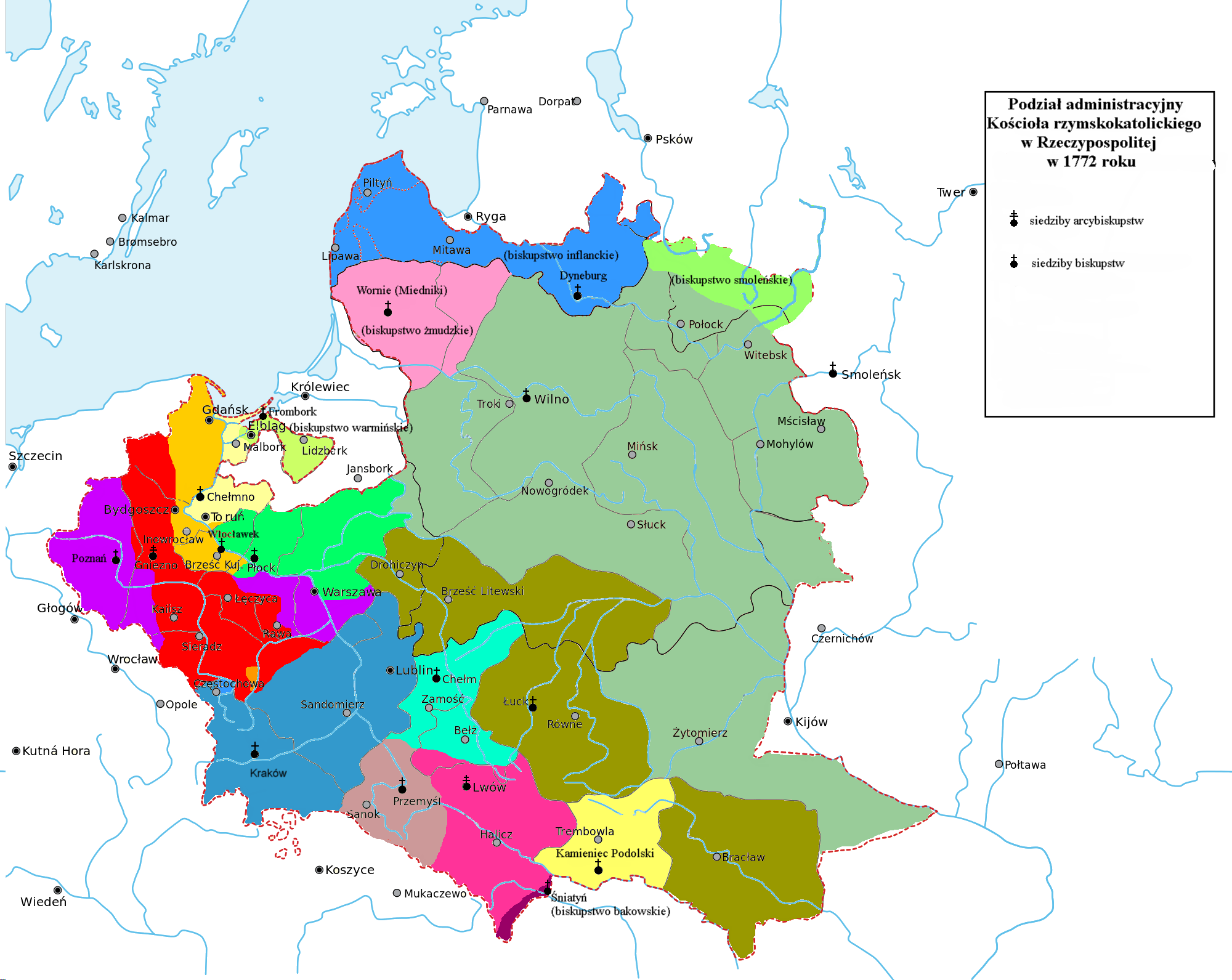
Mappa delle diocesi di rito latino della Confederazione polacco-lituana nel 1772

La diocesi di Kiev-Žytomyr (in latino Dioecesis Kioviensis-Zytomeriensis) è una sede della Chiesa cattolica in Ucraina suffraganea dell'arcidiocesi di Leopoli. Nel 2023 contava 216.810 battezzati su 8.108.365 abitanti. È retta dal vescovo Vitalij Kryvyc'kyj, S.D.B.

## Territorio
La diocesi comprende le oblast' di Čerkasy, Černihiv, Kiev e Žytomyr.
Sede vescovile è la città di Žytomyr, dove si trova la concattedrale di Santa Sofia. A Kiev sorge la cattedrale di Sant'Alessandro.
Il territorio si estende su 110.700 km² ed è suddiviso in 147 parrocchie.

## Storia
La presenza di missionari e vescovi latini a Kiev è attestata fin dal X secolo, e probabilmente lo stesso Adalberto di Magdeburgo vi soggiornò all'epoca della principessa Olga di Kiev. La presenza numerosa di polacchi nella città favorì l'arrivo nel XIII secolo dei domenicani e dei francescani.
Il 15 dicembre 1320 il papa nominò  il domenicano Henryk vescovo di Kiev e da questo momento ci fu un vescovo residente stabile nella città. L'unione del Graducato di Lituania con la Polonia nel 1386 favorì la situazione dei latini e la fondazione permanente di una diocesi di rito latino a Kiev, suffraganea dell'arcidiocesi di Leopoli.
Alla fine del Cinquecento la cattedrale di Kiev era distrutta, e il vescovo Krzysztof Kazimirski procedette a costruirne una nuova, nota nel 1619 con il titolo di San Giovanni Battista e nel 1633 con quello di Santa Caterina vergine.
Nel corso del XVII secolo i vescovi Bogusław Radoszewski (1619-1633) e Aleksander Sokołowski (1636-1645) si impegnarono a fondo per l'introduzione della riforma tridentina e per combattere il calvinismo che si diffondeva nella regione. Furono chiamati in diocesi i gesuiti e furono indetti sinodi diocesani.
Il 1º settembre 1636 la diocesi di Kiev cedette una porzione del suo territorio a vantaggio dell'erezione della diocesi di Smolensk, che sarà soppressa nel 1818 e incorporata nell'arcidiocesi di Mahilëŭ.
La rivolta dei Cosacchi a metà del secolo e la sollevazione popolare del 1648 danneggiarono gravemente le strutture ecclesiastiche cattoliche e la maggior parte delle chiese andò distrutta. I vescovi perciò abbandonarono Kiev, che nel 1657 era stata annessa alla Russia (trattato di Andrusovo), e posero la loro residenza a Žytomyr, dove fu eretta a cattedrale la chiesa di Santa Sofia, costruita ai tempi del vescovo Samuel Jan Ożga (1723-1756).
Nel 1773, in seguito alla prima spartizione della Polonia, la diocesi si trovò divisa in due. Nel 1795 ebbe fine la Confederazione polacco-lituana e a partire da questa data l'intera diocesi si venne a trovare nell'impero russo. Con la bolla Maximis undique del 16 ottobre 1798, papa Pio VI riorganizzò le antiche diocesi polacche ora in territorio russo. La diocesi di Kiev fu smembrata: Kiev e la sua circoscrizione civile furono annesse all'arcidiocesi di Mahilëŭ, mentre la restante parte della diocesi, con sede a Žytomyr, fu unita aeque principaliter alla diocesi di Luc'k; contestualmente venne soppresso il titolo Kiovensis, sostituito da quello Zytomeriensis, e le due diocesi unite, di Luc'k e Žytomyr, furono rese suffraganee dell'arcidiocesi di Mahilëŭ.
In seguito al concordato stipulato tra la Santa Sede e il governo russo nel 1847, il 3 agosto 1848, con la bolla Universalis Ecclesiae di papa Pio IX, furono rivisti i confini delle diocesi russe per adattarli ai governatorati imperiali. Le diocesi di Luc'k e di Žytomyr compresero rispettivamente i governatorati della Volinia e di Kiev. Kiev ritornò dunque a far parte della diocesi di Žytomyr.
Dal 1867 al 1918 i vescovi di Luc'k e Žytomyr ebbero l'amministrazione della diocesi di Kam"janec'.
Verso il 1910 la diocesi di Žytomyr comprendeva 8 decanati e 68 parrocchie.
Al termine della prima guerra mondiale, e dopo la pace di Riga del 1921, le sedi di Luc'k e di Žytomyr si trovarono divise dal nuovo confine di Stato, la prima nella restaurata nazione polacca e la seconda nella Russia sovietica. Con la bolla Vixdum Poloniae unitas del 28 ottobre 1925, papa Pio XI sciolse l'unione fra le due diocesi. Tre decanati della diocesi di Luc'k rimasero in territorio sovietico e furono unite alla diocesi di Žytomyr.
Con la nascita dell'Unione sovietica, non fu più possibile nominare un vescovo fino al 1991.
Con la fine del regime sovietico e la nascita della repubblica indipendente dell'Ucraina, i confini della diocesi di Žytomyr vennero allargati verso est, per includere tutti i territori ucraini dell'arcidiocesi di Mahilëŭ. Contestualmente la diocesi entrò a far parte della provincia ecclesiastica dell'arcidiocesi di Leopoli.
Il 25 novembre 1998, a due secoli dalla sua soppressione, è stato ripristinato il titolo Kiovensis e la diocesi ha assunto il nome attuale.
Il 4 maggio 2002 ha ceduto una porzione del suo territorio a vantaggio dell'erezione della diocesi di Charkiv-Zaporižžja.
Il 10 maggio 2021 la cattedrale della diocesi è stata trasferita dalla chiesa di Santa Sofia di Žytomyr a quella di Sant'Alessandro a Kiev.

## Cronotassi dei vescovi
Si omettono i periodi di sede vacante non superiori ai 2 anni o non storicamente accertati.

### Sede di Kiev
- Henryk, O.P. † (15 dicembre 1320 - 1350 deceduto)
- Jakub, O.P. † (circa 1350 - 1377 deceduto)
- Filippo, O.P. † (menzionato nel 1387)
- Mikołaj, O.P. † (XIV secolo)
- Borzysław, O.P. † (XIV secolo)
- Andrzej † (1397 - ? deceduto)
- Michele Trestka, O.P. † (19 novembre 1410 - ? deceduto)
- Stanislas Martini † (13 febbraio 1430 - ?)
- Jan † (29 ottobre 1477 - ? deceduto)
- Michael de Leopoli, O.P. † (22 giugno 1487 - ? deceduto)
- Bartholomaeus Solozuyky † (25 maggio 1495 - circa 1520 deceduto)
- Jan Filipowicz † (4 luglio 1520 - circa 1526 deceduto)
- Nicolas Wilgaito † (1º giugno 1526 - 15 febbraio 1531 nominato vescovo Mednicensis)
- Giorgio Gizyki † (1º maggio 1532 - circa 1534 deceduto)
- Franciszek † (11 febbraio 1534 - circa 1546 deceduto)
- Jan Andruszewicz † (27 agosto 1546 - 13 aprile 1556 nominato vescovo di Luc'k)
- Ivan Soltan † (1555 - ?)
- Mikołaj Pac † (circa 1564 - 1580 o 1589 deceduto)
- Józef Wereszczyński † (6 agosto 1589 - 1599 deceduto)
- Krzysztof Kazimirski † (5 maggio 1599 - 15 giugno 1618 deceduto)
- Bogusław Radoszewski † (17 gennaio 1619 - 6 giugno 1633 nominato vescovo di Luc'k)
- Andrzej Szołdrski † (9 gennaio 1634 - 13 agosto 1635 nominato vescovo di Przemyśl)
- Aleksander Sokołowski † (21 luglio 1636 - 9 maggio 1645 deceduto)
- Stanisław Zaremba, O.Cist. † (23 aprile 1646 - 3 agosto 1653 deceduto)
- Jan Leszczyński † (21 aprile 1655 - 10 gennaio 1656 nominato vescovo di Chełmno)
- Tomasz Ujejski, S.I. † (3 aprile 1656 - 1676 nominato vescovo ausiliare di Varmia)
- Stanisław Jan Witwicki † (12 giugno 1679 - 25 maggio 1682 nominato vescovo di Luc'k)
- Andrzej Chryzostom Załuski † (15 novembre 1683 - 15 ottobre 1692 nominato vescovo di Płock)
  - Sede vacante (1692-1697)
- Mikołaj Stanisław Święcicki † (25 febbraio 1697 - 18 maggio 1699 nominato vescovo di Poznań)
- Jan Paweł Gomoliński † (30 marzo 1700 - prima del 9 gennaio 1712 deceduto)
  - Sede vacante (1712-1715)
- Walenty Maciej Arcemberski † (29 maggio 1715 - 1717 deceduto)
- Jan Joachim Tarło † (5 dicembre 1718 - 15 marzo 1723 nominato vescovo di Poznań)
- Samuel Jan Ożga † (27 settembre 1723 - 19 aprile 1756 deceduto)
- Kajetan Sołtyk † (19 aprile 1756 succeduto - 12 febbraio 1759 nominato vescovo di Cracovia)
- Józef Andrzej Załuski † (24 settembre 1759 - 7 gennaio 1774 deceduto)
- Ignacy Franciszek Ossoliński † (7 gennaio 1774 succeduto - 7 agosto 1784 deceduto)
- Kasper Kazimierz Cieciszowski † (7 agosto 1784 succeduto - 17 dicembre 1798 nominato vescovo di Luc'k e Žytomyr)

### Sede di Žytomyr, e poi di Kiev-Žytomyr
- Sede unita a Luc'k (1798-1925)
- Sede vacante (1925-1991)

- Jan Purwiński † (16 gennaio 1991 - 15 giugno 2011 ritirato)
- Petro Herkulan Mal'čuk, O.F.M. † (15 giugno 2011 - 27 maggio 2016 deceduto)[16]
- Vitalij Kryvyc'kyj, S.D.B., dal 30 aprile 2017

## Statistiche
La diocesi nel 2023 su una popolazione di 8.108.365 persone contava 216.810 battezzati, corrispondenti al 2,7% del totale.
| anno | popolazione | popolazione | popolazione | presbiteri | presbiteri | presbiteri | presbiteri                | diaconi | religiosi | religiosi | parrocchie |
| anno | battezzati  | totale      | %           | numero     | secolari   | regolari   | battezzati per presbitero | diaconi | uomini    | donne     | parrocchie |
| ---- | ----------- | ----------- | ----------- | ---------- | ---------- | ---------- | ------------------------- | ------- | --------- | --------- | ---------- |
| 1999 | 300.000     | 18.295.300  | 1,6         | 94         | 30         | 64         | 3.191                     |         | 89        | 116       | 130        |
| 2000 | 300.000     | 17.407.500  | 1,7         | 100        | 36         | 64         | 3.000                     |         | 90        | 126       | 135        |
| 2001 | 300.000     | 17.407.500  | 1,7         | 108        | 36         | 72         | 2.777                     |         | 97        | 148       | 148        |
| 2002 | 300.000     | 17.407.500  | 1,7         | 111        | 37         | 74         | 2.702                     |         | 101       | 154       | 157        |
| 2003 | 270.000     | 8.688.000   | 3,1         | 104        | 39         | 65         | 2.596                     |         | 86        | 137       | 146        |
| 2004 | 270.000     | 8.688.000   | 3,1         | 107        | 35         | 72         | 2.523                     |         | 93        | 145       | 149        |
| 2009 | 250.000     | 8.164.354   | 3,1         | 130        | 41         | 89         | 1.923                     | 1       | 99        | 167       | 154        |
| 2013 | 220.000     | 8.181.778   | 2,7         | 151        | 55         | 96         | 1.456                     | 1       | 108       | 165       | 161        |
| 2016 | 219.200     | 8.165.300   | 2,7         | 165        | 62         | 103        | 1.328                     |         | 128       | 190       | 166        |
| 2019 | 217.000     | 8.085.000   | 2,7         | 158        | 64         | 94         | 1.373                     |         | 108       | 170       | 166        |
| 2021 | 217.370     | 8.099.000   | 2,7         | 151        | 61         | 90         | 1.439                     |         | 96        | 165       | 166        |
| 2023 | 216.810     | 8.108.365   | 2,7         | 157        | 67         | 90         | 1.380                     |         | 97        | 166       | 147        |